# Asdorf
Die Asdorf (auch: Asdorfer Bach), im Oberlauf Weibe genannt, ist ein knapp 21 km langer, in der Hauptsache von Norden nach Süden verlaufender, rechter Nebenfluss der Sieg im Siegerland in den Gemarkungen Freudenberg (Kreis Siegen-Wittgenstein, Nordrhein-Westfalen) sowie Niederfischbach und Kirchen (Sieg) (beide Landkreis Altenkirchen, Rheinland-Pfalz).

## Geographie

### Naturräumliche Bedeutung
Die Asdorf ist der letzte nennenswerte, rechtsseitige und damit westlichste Nebenfluss der Sieg im naturräumlichen Siegerland, das nach Westen später vom Mittelsieg-Bergland abgelöst wird. Sein Oberlauf liegt im Naturraum Freudenberger Bergland, das Tal seines Unterlaufs wird zum Giebelwald gezählt, wobei der letztgenannte Höhenzug im engeren Sinne von der Asdorf, ihrem linken Nebenfluss Fischbach und dessen Zufluss Heisberg nach Westen bis Norden begrenzt wird.

### Verlauf

#### Oberlauf

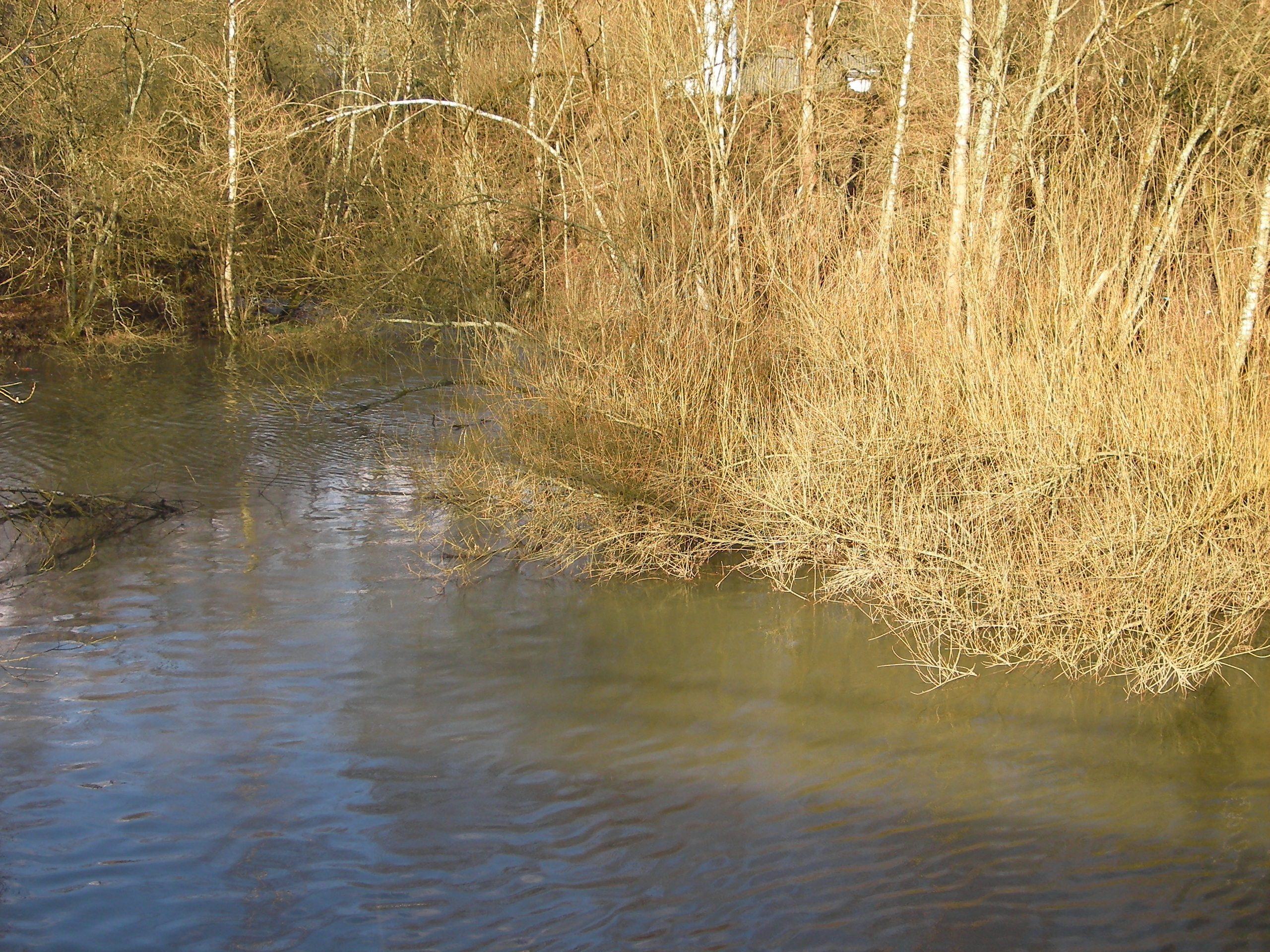
Weibe fließt in den östlichen Teil des Asdorfer Weihers

Die Weibe entspringt am Südfuß des 457 m hohen Löffelbergs an der Nahtstelle des Siegerlandes zur sich nördlich anschließenden Oberbigge-Hochfläche. Der Bach durchfließt den nördlichen Freudenberger Ortsteil Büschergrund, wo ihm die Wending nach 2,8 km aus dem 22,7 ha großen Naturschutzgebiet Wending- und Peimbachtal von links zufließt, die nur 200 m zuvor den Büscher Weiher durchflossen hat.
Nach dem Zufließen des zuvor den Gambacher Weiher durchflossen habenden Gambachs von rechts passiert die Weibe die Kernstadt Freudenbergs.

#### Mittellauf

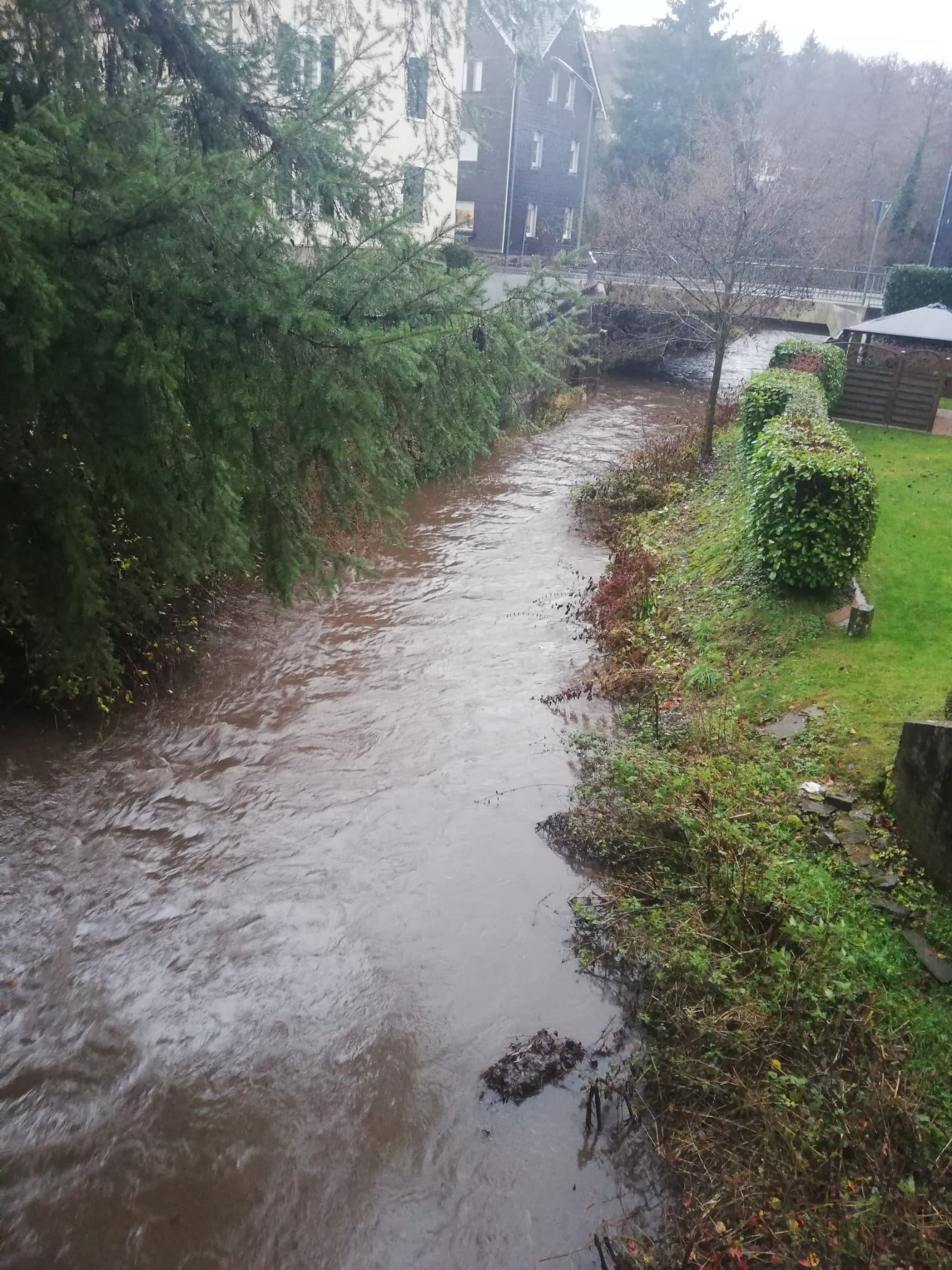
Die Asdorf in Niederfischbach

Südlich der Stadt und unmittelbar an der Ortsgrenze zu Niederfischbach fließt ihr von rechts die Plittersche unmittelbar unterhalb deren Asdorfer Weiher zu, wodurch der Asdorfer Bach nach rund 7,4 km seinen eigentlichen Namen erhält.
Die Asdorf fließt von nun an etwa zwei Kilometer unmittelbar an der Orts- und Bundeslandgrenze entlang, wobei das rechtsseitige und damit rheinland-pfälzische Oberasdorf passiert wird, bis ihr von links und damit Osten der Fischbach zufließt. Nunmehr flankiert der Bach bis zu seiner Mündung den Giebelwald im Gegenuhrzeigersinn.
Der fortan ganz in Rheinland-Pfalz verlaufende Fluss passiert Niederfischbach, wo ihm im Ortskern der Otterbach von links, also aus dem Giebelwald, zufließt, etwas unterhalb der Fillbach. Im Ortsteil Fischbacherhütte mündet von rechts die Hüttenseifen im sich nahtlos anschließenden Eicherhof von links der Wäschbach. Bereits hier hat die Asdorf ihre Richtung nach Süden gewendet.

#### Unterlauf
Der Unterlauf der Asdorf wird zum Naturraum des Giebelwaldes gerechnet. Bald nach Eicherhof mündet von rechts der Löcherbach, dessen Mündungslauf auf Karten als Winnersbach bezeichnet wird. Die Gemarkung Kirchens wird erreicht und schließlich der Ortsteil Wehbach. Hier münden von links Wehbach und Seifen in die Asdorf.
Im Kernstadtgebiet Kirchens erreicht die Asdorf schließlich das Niederschelden-Betzdorfer Siegtal, wo sie später in die Sieg mündet.

### Einzugsgebiet und Nebenflüsse
Von den 77,834 km² Einzugsgebiet der Asdorf entfallen allein 28,0 % auf obere und mittlere Asdorf oberhalb des Fischbachs (darunter 18,0 % namentliche Weibe), 26,2 % auf den Fischbach und 19,5 % auf den Löcherbach – alle anderen Nebenbäche fallen kaum ins Gewicht. So kommt die drittplatzierte Plittersche auf gerade einmal 7,8 % –  was andererseits der Löwenanteil des Einzugsgebiets ist, das zwischen Weibe und Fischbachmündung entwässert wird. Zwischen Fischbach- und Löcherbachmündung liegen 14,4 %, unterhalb der Löcherbachmündung nur 11,8 % des Einzugsgebiets.
In der Länge liegt der Löcherbach vor Fischbach und Pitterscher, alle anderen Bäche bleiben unter 3,5 km, wobei zwei Nebenbäche des Löcherbachs diese Länge knapp überschreiten.
Folgende Nebenflüsse der Asdorf sind erwähnenswert:
| Name                         | Lage   | Länge [km] | EZG [km²] | Ref         | Stationierung, flussabwärts [km] | EZG davor, akkumuliert [km²] | Mündungsort                                                                                 | Bemerkungen, Orte | GKZ       |
| ---------------------------- | ------ | ---------- | --------- | ----------- | -------------------------------- | ---------------------------- | ------------------------------------------------------------------------------------------- | --- | --------- |
| In der Schlade               | links  | 1,011      | 00,88*    | [ 3 ] [ 9 ] | 02,172                           | 01,68*                       | Basis Hommeswiese, Büschergrund-Nord                                                        | Norden der Gemarkung Büschergrund | 27218-112 |
| Wending                      | links  | 2,763      | 02,580    | [ 3 ] [ 9 ] | 02,786                           | 02,809                       | knapp unterhalb von dessen Büscher Weiher, Kreisel Büschergrund-Ost                         | NSG Wending- und Peimbachtal; kommt von Nordosten in den Büschergrund                                                                                              | 27218-12  |
| Gambach                      | rechts | 3,354      | 02,600    | [ 3 ] [ 9 ] | 04,188                           | 06,934                       | Freudenberg, knapp unterhalb von dessen Gambacher Weiher, Nähe Basis Gartenstraße           | über die Buchenborn (r; 1,280 km) 3,922 km lang; Freudenberg | 27218-2   |
| Seelbach                     | rechts | 2,138      | 00,749    | [ 3 ] [ 9 ] | 04,729                           | 09,906                       | Basis Krottdorfer Straße                                                                    | Freudenberg | 27218-32  |
| Sottebach                    | rechts | 2,000      | 01,25*    | [ 3 ] [ 9 ] | 05,004                           | 010,87*                      | Kreisel Bahnhofstraße                                                                       | Freudenberg | 27218-392 |
| Plittersche                  | rechts | 5,509      | 06,061    | [ 3 ] [ 9 ] | 07,482                           | 14,043                       | unmittelbar unterhalb von dessen Asdorfer Weiher mit gleichnamigem NSG; oberhalb Oberasdorf | Weibe→Asdorf; Gleichnamiges NSG; Mausbach, Plittershagen | 27218-4   |
| Fischbach                    | links  | 6,636      | 20,380    | [ 3 ] [ 9 ] | 09,849                           | 21,832                       | oberhalb Niederfischbachs                                                                   | über den Zeitenbach 6,814 km lang; Bottenberg, Oberheuslingen, Niederheuslingen, Oberfischbach, Niederndorf; Heisberg und Dirlenbach an gleichnamigen Nebenbächen. | 27218-6   |
| Otterbach                    | links  | 3,268      | 03,395    | [ 10 ]      | 10,916                           | 44,001                       | Niederfischbach                                                                             | von Süden, aus dem Giebelwald kommend | 27218-72  |
| Fillbach                     | links  | 0,511      | 00,313    | [ 10 ]      | 11,699                           | 47,837                       | Fischbacherhütte                                                                            | Giebelwald | 27218-732 |
| Hüttenseifen                 | rechts | 1,658      | 01,419    | [ 10 ]      | 12,162                           | 48,381                       | Fischbacherhütte                                                                            | Langenbach, Hüttseifen | 27218-74  |
| Wäschbach                    | links  | 1,032      | 00,826    | [ 10 ]      | 13,462                           | 50,980                       | unterhalb Fischbacherhütte                                                                  | | 27218-76  |
| Wüstseifen                   | links  | 0,237      | 00,342    | [ 10 ]      | 14,985                           | 52,962                       | westlich Grubengelände Wüstseifen                                                           | | 27218-792 |
| Löcherbach                   | rechts | 8,072      | 15,19     | [ 3 ]       | 15,446                           | 53,435                       | unterhalb Hahnhof                                                                           | Locherhof, Harbach, Tüschebachsmühle, Grubengelände Glücksbrunnen; Hinhausen am Hinhauser Bach, Winnersbach am gleichnamigen rechten Nebenbach                     | 27218-8   |
| Hubenkopfbach                | rechts | 0,768      | 00,293    | [ 10 ]      | 16,124                           | 68,864                       | Junkernthal                                                                                 | mündet heute unterhalb von 27218-914 | 27218-912 |
| Bach zum Schloss Junkernthal | rechts | 2,117      | 01,701    | [ 10 ]      | 16,210                           | 69,162                       | südlich von Schloss Junkernthal                                                             | | 27218-914 |
| Wehbach                      | links  | 1,642      | 00,856    | [ 10 ]      | 17,732                           | 72,649                       | Wehbach                                                                                     | | 27218-92  |
| Gilsbach                     | rechts | 1,032      | 00,506    | [ 10 ]      | 17,998                           | 73,682                       | unterhalb von Wehbach                                                                       | | 27218-992 |
| Bach vom Riegelsberg         | rechts | 0,542      | 00,328    | [ 10 ]      | 19,536                           | 76,822                       | oberhalb Kirchen (Sieg)                                                                     | | 27218-996 |

#### Einwohner im Einzugsgebiet
Wenn man folgende Einwohnerzahlen summiert, kommt man auf ca. 20.000 Einwohner im Einzugsgebiet der Asdorf (der Kirchener Ortsbezirk wird aufgrund mangelnder Daten in der Aufzählung nicht berücksichtigt):
in Rheinland-Pfalz (36,06 km²):
- Harbach: 539
- Niederfischbach: 4108
- Ortsbezirk Wehbach: 1114
- Ortsbezirk Wingendorf: 413

in Nordrhein-Westfalen (41,774 km²):
- Bottenberg: 251
- Büschergrund: 3367
- Dirlenbach: 340
- Freudenberg: 5260
- Heisberg: 183
- Hohenhain: 454
- Mausbach: 156
- Niederheuslingen: 404
- Niederndorf: 1720
- Oberfischbach: 961
- Oberheuslingen: 913
- Plittershagen: 421

Die Einwohnerdichte im Einzugsgebiet der Asdorf beträgt insgesamt (ohne die Berücksichtigung des Kirchener Ortsbezirks) fast 270 EW/km². Dabei fällt auf, dass trotz ähnlich großer Fläche der beiden Bundesländern das nordrhein-westfälische Einzugsgebiet mit fast 350 EW/km² etwa doppelt so dicht besiedelt ist wie der rheinland-pfälzische Teil mit über 170 EW/km².

### Benachbarte Einzugsgebiete

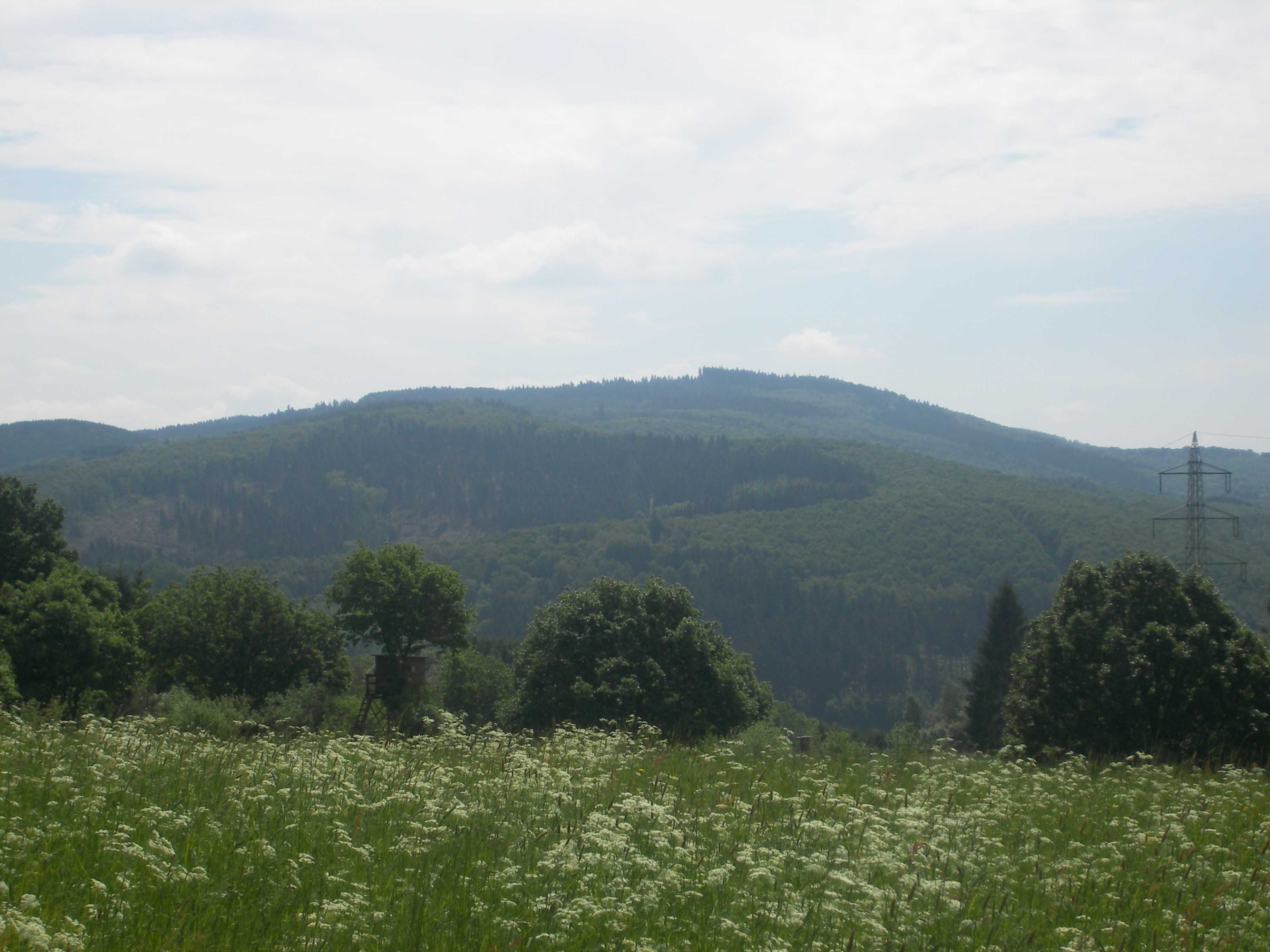
Der Giebelberg mit dem höchsten Punkt der Außenwasserscheide und des Einzugsgebiets der Asdorf

Der äußerste Südwesten des Einzugsgebiets der Asdorf stößt nach Süden auf 2,0 km auf das sehr kleine (1,762 km²) des der Sieg zugewandten Lotterbachs (Wallmenrother Bachs).
Nach Westen grenzt das Asdorf-EZG mit den kleinen untersten rechten Zuflüssen (auf 3,0 km) und den Teileinzugsgebieten von Löcherbach (auf 9,0 km), Plitterscher (auf 3,1 km) und Oberlauf Weibe (auf 2,0 km), auf insgesamt 17,3 km an das des ebenfalls der Sieg tributären Wisser Bachs, wobei die Wasserscheide von nordwestlich Wingendorfs bis zum Wohnplatz Engelshäuschen auffällig der Landesstraße Katzwinkel–Friesenhagen und damit der östlichen Gemeindegrenze beider Orte, gleichzeitig Ostgrenze des Wildenburger Landes, folgt, um sich nordöstlich dessen dicht an die nordwärts verlaufende Landesgrenze, hier Grenze des Wildenburger Landes zum Siegerland, zu legen.
Am Knippen (453,8 m ü. NHN) treffen die Einzugsgebiete von Asdorf, Wisser Bach und Ruhr aufeinander, unmittelbar südwestlich des Gipfels trifft die Landesgrenze auf eine Kreisgrenze. Nach Norden stößt das Teileinzugsgebiet der Weibe östlich des Knippen auf 5,0 km, die dicht an der Grenze des Kreises Siegen-Wittgenstein zum Kreis Olpe, gleichzeitig Grenze des Siegerlandes zum Sauerland (Kölsches Heck), verlaufen, an das der Großmicke, die über Bigge und Lenne zur Ruhr entwässert; am Löffelberg werden hier 457,4 m ü. NHN erreicht.
Nach Osten grenzen die Teileinzugsgebiete Weibe bzw. Wending (auf 2,4 km) und der Nordteil des Fischbach-EZG (auf 4,6 km) auf insgesamt 7,0 km ans Einzugsgebiet des Lederbachs, der über die Alche zur Sieg entwässert, wobei die Wasserscheide zunächst, Wending/Lederbach, östlich der Bahn, über den Ischeroth (467,0 m ü. NHN) verläuft, im Bereich der Anschlussstelle Freudenberg dann westlich der Bahn verläuft und, bereits Fischbach/Lederbach, ab 0,9 km südsüdöstlich der Anschlussstelle bis zur Raststätte Siegerland (bzw. der Mitte zwischen beiden Raststätten – welche ja im Mittel knapp 1 km voneinander entfernt sind), auf 3,3 km fast durchgängig über die A 45 verläuft.
Weiter südlich und noch an das Fischbach-Teil-EZG grenzt, bereits größtenteils im Giebelwald, nach Osten auf 5,2 km das EZG des Gosenbachs (Schelder-, dann Schindebach) an, der ebenfalls der Sieg tributär ist. Der Hornsberg erreicht 426,6 m ü. NHN. Nach Süden schließlich grenzen die Einzugsgebiete von Fischbach (auf 0,7 km) und unterer Asdorf (auf 3,9 km) auf insgesamt 4,6 km an das des Sieg-Zuflusses Vollmersbach; diese Teilwasserscheide passiert, zwischen den Einzugsgebieten von Fischbach und Otterbach, insbesondere den Gipfel des Giebelbergs, den mit 527,8 m ü. NHN, höchsten Punkt der Außenwasserscheide überhaupt.

## Verkehr
Die Asdorf wird in Nordrhein-Westfalen von der Landesstraße 512 begleitet, die in Rheinland-Pfalz in die dortige Landesstraße 280 übergeht.
Der Personenverkehr und der Güterverkehr von der Asdorftalbahn zwischen Freudenberg und Kirchen an der Sieg wurde in den Jahren 1983 und 1994 eingestellt.